# Брус Гринвуд
Стјуарт Брус Гринвуд (енгл. Stuart Bruce Greenwood; Руин Норанда, 12. август 1956), канадски је позоришни, филмски и ТВ глумац, филмски продуцент и музичар.
Најпознатији је по улогама у филмовима као што су Звездане стазе, Звездане стазе: Према тами, Ја, Робот, Двоструки ризик, Холивудски пандури, Језгро, Дежа ви и Тринаест дана.